# 조슈아 하토
조슈아 하토(Joshua Harto, 1979년 1월 9일 ~ )는 미국의 각본가, 영화 제작자, 배우이다.
헌팅턴에서 태어났다.

## 영화
- 원 퍼센트 모어 휴미드 (2017년)
- 내가 죽기 전에 가장 듣고 싶은 말 (2017년) - 그룹 남자 역
- 골드 (2016년) - 로이드 스탠톤 역
- 스파이 브릿지 (2015년) - 베이츠 역
- 라이프가드 (2013, The Lifeguard) - 존 역
- 멤피스 비트 (2010년)
- 언싱커블 (2010년) - 필립스 역
- 다크 나이트 (2008년) - 콜먼 리즈 역
- 아이언맨 (2008년)
- 인베이젼 (2005년)
- 댓츠 소 레이번 (2003년)
- 오더너리 시너 (2001년)
- 빌리버 (2001년)
- 스위밍 (2000년)